# Route nationale 467
Die N467 war von 1933 bis 1973 eine französische Nationalstraße, die zwischen der N83 südlich von Quingey und der N5 nördlich von Champagnole, von der N72 unterbrochen, verlief. Ihre Gesamtlänge betrug 25 Kilometer.